# ボシュロム・ジャパン
ボシュロム・ジャパン株式会社（Bausch&Lomb Japan）は、アメリカ合衆国ニューヨーク州ロチェスターに本社を置く光学機器メーカーであるボシュロムの日本法人。東京都品川区に本社を置く。コンタクトレンズの世界的大手であり、その関連商品、および眼科手術用機器のメーカー。

## 概要
- アメリカ合衆国ニューヨーク州ロチェスターに本社を置くBausch & Lomb, Inc（ボシュロム　インコーポレッド）の日本法人。
- スローガンは、“確かな視界で快適な暮らしを (Perfecting Vision, Enhancing Life.) ”
- Bausch & Lomb, Incは、アメリカ合衆国フロリダ州で開催される女子テニスのボシュロム・チャンピオンシップ（Bausch & Lomb Championships）の大会パートナーでもある。
- 中核製品は、メダリストブランドを擁するソフトコンタクトレンズ。

## 沿革
- 1853年 創業
- 1926年 パイロット向けサングラス「Ray-Ban」開発（一般販売開始は1937年）
- 1971年 ソフトコンタクトレンズを世界で初めて製品化
- 1972年 日本での営業開始
- 1978年 日本法人に改組
- 1999年 イタリア・ミラノに本社を置きブランド眼鏡を扱う企業ルックスオティカ・グループに「Ray-Ban」ブランドを売却。

## 商品一覧
1日交換終日装用タイプ（ディスポーザブルタイプ）
- 「メダリスト　ワンデープラス」
- 「メダリスト　ワンデープラス<乱視用>」（乱視用）

最長1週間交換連続装用タイプ（ディスポーザブルタイプ）
- 「メダリストプレミア　[一週間連続装用]」

（2009年2月3日をもってピュアビジョンから「メダリストプレミア　一週間連続装用」へ名称変更）
最長2週間交換終日装用タイプ（頻回交換タイプ）
- 「メダリストⅡ」
- 「メダリスト　プラス」
- 「メダリスト　66トーリック」（乱視用）
- 「メダリスト　マルチフォーカル」（遠近両用）
- 「メダリスト　プレミア」
- 「メダリスト　プレミア<乱視用>」（乱視用）
- 「メダリスト　プレミア　マルチフォーカル」（遠近両用）

　ハードコンタクトレンズ
- 「ボシュロム EX-O2」

ソフトコンタクトレンズケア製品
- 「レニュー」
- 「レニュー　マルチプラス」
- 「デイリークリーナー」
- 「セーラインソリューションプラス」
- 「セーラインソリューション」
- 「ソークグラニュール」
- 「カラーレンズケース（ブルー）」

(カラーレンズケース（ホワイト）は2008年5月末に販売終了)
- 「ソークボトル」

ハードコンタクトレンズケア製品
- 「O2オールインワン」
- 「スーパークリーナー」
- 「スーパークリーナーアドバンスタイプ」
- 「レンズコンディショナーアドバンスタイプ」
- 「O2レンズケース」

サプリメント
- 「オキュバイト +ルテイン」
- 「オキュバイト プリザービジョン」
- 「オキュバイト プリザービジョン + ルテイン」

## 商品仕様

### 「メダリスト　ワンデープラス」
- 1箱30枚入り(片眼1ヶ月分）
- グループ名

グループⅡ
- ベースカーブ（BC）

8.6mm
- 度数（PWR）

-12.00D～+5.00D
- 直径（DIA）

14.2mm
- 含水率

59%
- 中心厚

0.09mm（-3.00D時）
- レンズカラー

ライトブルー
- 装用種別

終日装用
- 医療機器承認番号：21700BZY00170000

### 「メダリスト　ワンデープラス<乱視用>」
- 1箱30枚入り(片眼1ヶ月分）
- グループ名

グループⅡ
- ベースカーブ（BC）

8.6mm
- 度数（PWR）

-9.00D～0.00D
- 乱視度数(CYL)

-0.75D～-1.75D
- 乱視軸度(AX)

90°/180°
- 直径（DIA）

14.2mm
- 含水率

59%
- 中心厚

0.125mm（-3.00D時）
- レンズカラー

ライトブルー
- 装用種別

終日装用
- 医療機器承認番号：21700BZY00170000

### 「メダリスト　プレミア[一週間連続装用]」
- 1箱4枚入り(片眼1ヶ月分）
- グループ名

グループⅢ
- ベースカーブ（BC）

8.6mm
- 度数（PWR）

-12.00D～+3.00D
- 直径（DIA）

14.0mm
- 含水率

36%
- 中心厚

0.09mm（-3.00D時）
- レンズカラー

ライトブルー
- 装用種別

終日装用/連続装用
- 医療機器承認番号：21800BZY10244000

### 「メダリスト　Ⅱ」
- 1箱6枚入り(片眼3ヶ月分）
- グループ名

グループⅡ
- ベースカーブ（BC）

8.6mm
- 度数（PWR）

-9.00D～-0.25D
- 直径（DIA）

14.2mm
- 含水率

59%
- 中心厚

0.14mm（-3.00D時）
- レンズカラー

ライトブルー
- 装用種別

終日装用
- 医療機器承認番号：21600BZY00521000

### 「メダリスト　プラス」
- 1箱6枚入り(片眼3ヶ月分）
- グループ名

グループⅠ
- ベースカーブ（BC）

8.4 / 8.7 / 9.0mm
- 度数（PWR）

-9.00D～-0.50D
- 直径（DIA）

14.0mm
- 含水率

38.6%
- 中心厚

0.035mm（-3.00D時）
- レンズカラー

ライトブルー
- 装用種別

終日装用/連続装用
- 医療機器承認番号：21700BZY00019000

### 「メダリスト　66トーリック」
- 1箱6枚入り(片眼3ヶ月分）
- グループ名

グループⅡ
- ベースカーブ（BC）

8.5mm
- 度数（PWR）

-9.00D～0.00D
- 乱視度数(CYL)

-0.75D～-2.75D
- 乱視軸度(AX)

10°～180°
- 直径（DIA）

14.5mm
- 含水率

66%
- 中心厚

0.195mm（-3.00D時）
- レンズカラー

ライトブルー
- 装用種別

終日装用
- 医療機器承認番号：21100BZY00282000

### 「メダリスト　マルチフォーカル」
- 1箱6枚入り(片眼3ヶ月分）
- グループ名

グループⅠ
- ベースカーブ（BC）

8.7 / 9.0mm
- 度数（PWR）

-10.00D～+5.00D
- 加入度数(ADD)

Low(最大+1.50D)
High(最大+2.50D)
- 直径（DIA）

14.5mm
- 含水率

38.6%
- 中心厚

0.10mm（-3.00D時）
- レンズカラー

ライトブルー
- 装用種別

終日装用
- 医療機器承認番号：16000BZY00048000

### 「メダリスト　プレミア」
- 1箱6枚入り(片眼3ヶ月分）
- グループ名

グループⅢ
- ベースカーブ（BC）

8.6mm
- 度数（PWR）

-12.00D～+3.00D
- 直径（DIA）

14.0mm
- 含水率

36%
- 中心厚

0.09mm（-3.00D時）
- レンズカラー

クリア
- 装用種別

終日装用
- 医療機器承認番号：22000BZX00896000

### 「メダリスト　プレミア<乱視用>」
- 1箱6枚入り(片眼3ヶ月分）
- グループ名

グループⅢ
- ベースカーブ（BC）

8.7mm
- 度数（PWR）

-9.00D～0.00D
- 乱視度数(CYL)

-0.75D～-2.75D
- 乱視軸度(AX)

10°～180°
- 直径（DIA）

14.0mm
- 含水率

36%
- 中心厚

0.10mm（-3.00D時）
- レンズカラー

クリア
- 装用種別

終日装用
- 医療機器承認番号：22000BZX00896000

### 「メダリスト　プレミア　マルチフォーカル」
- 1箱6枚入り(片眼3ヶ月分）
- グループ名

グループⅢ
- ベースカーブ（BC）

8.6mm
- 度数（PWR）

-10.00D～+5.00D
- 加入度数(ADD)

Low(最大+1.50D)
High(最大+2.50D)
- 直径（DIA）

14.0mm
- 含水率

36%
- 中心厚

0.09mm（-3.00D時）
- レンズカラー

ライトブルー
- 装用種別

終日装用/連続装用
- 医療機器承認番号：22100BZX0826000

### 「ボシュロム EX-O2」
- ベースカーブ（BC）

6.00mm～9.00mm
- 度数（PWR）

-10.00D～0.00D
(特注範囲:-25.00D～-10.00D,+0.25D～+25.00D)
- 直径（DIA）

8.8mm
(特注範囲:8.00mm～10.00mm)
- 装用種別

終日装用/連続装用
- 医療機器承認番号：：16300BZZ00458000